# Vico (Corse-du-Sud)
Pour les articles homonymes, voir Vico.
Vico est une commune française située dans la circonscription départementale de la Corse-du-Sud et le territoire de la collectivité de Corse.
Construite en retrait de la côte occidentale de l'île et du golfe de Sagone, à proximité des gorges du Liamone, la petite ville de Vico serre ses maisons en granite à flanc de colline, au pied des premiers escarpements du massif du Monte Rotondo. Elle est historiquement le chef-lieu de la piève de Sorroingiù et plus largement du Vicolais.
Centre religieux et politique de la façade occidentale de l'île à la fin du Moyen Âge, Vico fut un lieu actif de résistance des Corses contre la république de Gênes, sous l'impulsion de Giovan Paolo di Leca au XVe siècle puis de Pascal Paoli au XVIIIe siècle. Après l'annexion et la conquête de la Corse par le royaume de France en 1769, la ville acquit le statut de sous-préfecture du département du Liamone (actuelle Corse-du-Sud) entre 1793 et 1811. Durement touchée au cours du XXe siècle par l'exode rural au profit d'Ajaccio, Vico demeure la cité tutélaire d'un vaste territoire montagneux difficile d'accès et faiblement peuplé, s'étendant de Girolata à Pastricciola.

## Géographie

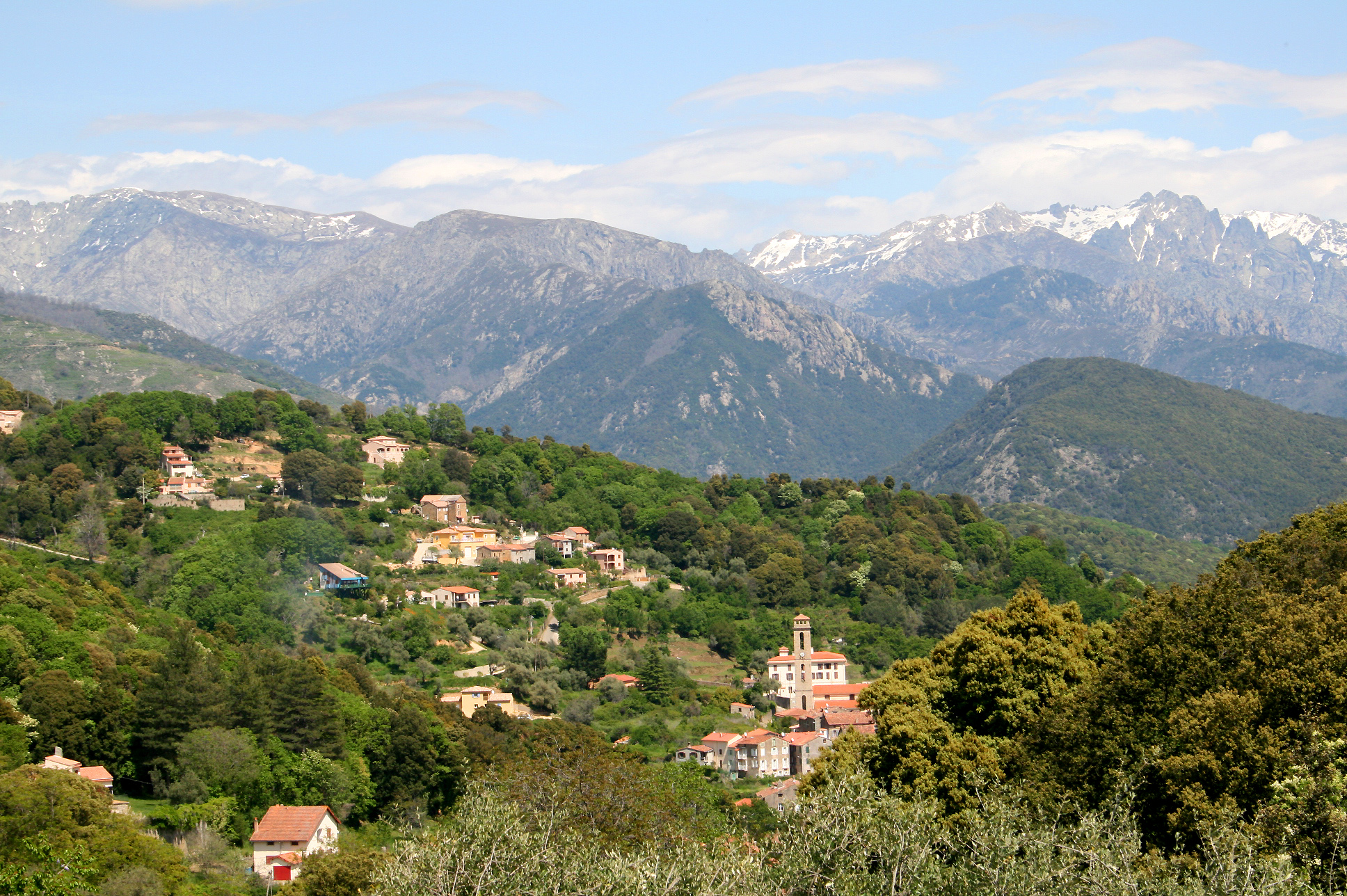
Vue sur la ville de Vico depuis les environs du col Saint-Antoine.

### Situation
Vico est l'une des onze communes du canton des Deux-Sorru dont elle est le chef-lieu. Ancienne ville sous-préfecture, Vico se situe sur la façade occidentale de la Corse, à une cinquantaine de kilomètres au nord d'Ajaccio. Le massif du Monte Rotondo sépare la région de Vico de Corte, située à une grosse trentaine de kilomètres à vol d'oiseau. La commune est en partie limitrophe du parc naturel régional de Corse auquel elle n'a pas adhéré. Son territoire actuel se trouvait dans l'ancienne pieve de Sorroingiu.
Seule ville de la région, Vico est implantée au cœur de la plus grande concentration villageoise de cette partie de l'île, les hameaux et villages de Nesa, Appricciani, Chigliani, Balogna, Arbori et Murzo se trouvant tous dans un rayon de moins de 3 kilomètres de Vico.
Communes limitrophes

### Géologie et relief
Vico est une commune de montagne située dans le « delà des monts », la partie granitique de l'île. Le site présente des montagnes émergeant d'une végétation verdoyante, épaisse, composée de châtaigniers, de chênes verts, de pins laricio et d'un haut maquis. Elle possède une façade maritime sur la marine de Sagone.
Son territoire se compose de trois parties :
- la partie au nord-est de la commune est une cuvette ouverte à l'est sur le fleuve Liamone et son affluent le ruisseau de Catena. Elle est ceinte à l'ouest par la crête de Tragunatu se poursuivant jusqu'à la punta di Miglia (821 m), au nord par la ligne de crête orientée depuis la punta di Miglia sur la punta di l'Arinella (1 001 m, « à cheval » sur Renno et Letia), et au sud par une ligne de crête démarrant du lit du Liamone et s'élevant jusqu'à la punta di a Cuma (904 m) ; la ligne de crête qui relie la crête de Tragunatu à la punta di a Cuma comporte le col de Saint-Antoine, franchi par la route D70 qui y fait jonction avec les routes D23 et D56. Cette partie comporte les anciens lieux habités de Vico, Chigliani et Nesa.
- la partie centrale représente les 2/5 du territoire. C'est une zone de moyennes montagnes coupée en deux par la rivière de Sagone. Dans le secteur oriental, plus bas, se situe l'ancien village d'Appricciani dominant la plaine de la rivière Sagone. S'y trouvent les anciens bains de Caldanelle. Le secteur occidental est dominé par une ligne de crête partant du capu di Radi (806 m), le capu a a Cuma (755 m), la punta Tramuntaghia (668 m), la punta di Pigno (562 m), le Capu a e Mure (487 m) et se terminant à la mer à la punta di Trio.
- La partie occidentale, qui représente aussi les 2/5 du territoire, s'étend jusqu'au littoral occidental de l'île, depuis une ligne de crête au nord sur laquelle se trouve son culmen (1 120 m d'altitude). Cette partie représente l'extrémité d'un chaînon montagneux secondaire articulé sur la dorsale de l'île à la pointe de Cricche (2 053 m) et qui se termine à la côte au Capu a u Bellu, en passant par Capu di Calazzu (1 131 m, sommet « à cheval » sur Vico, Balogna et Marignana. Ce chaînon crée dans cette partie, deux principaux vallons, ceux du ruisseau de Bubia et de la rivière de Sagone.

La façade maritime
Elle concerne environ 3,2 km de côte dans le golfe de Sagone, depuis l'embouchure du ruisseau de Bubia au nord de Triu Funtanella, jusqu'à l'extrémité sud de la plage de Sagone. Elle comporte la punta di Trio, le capu a u Bellu, pointe maritime fermant l'anse de Sagone à l'ouest (l'autre extrémité étant Capu San Ghiseppu à l'est) ainsi que la remarquable plage de Sagone.
Limites territoriales
- Au nord, la démarcation, une ligne de crête, démarre près de Capu di Calazzu (1 131 m) à l'ouest, et se dirige à l'est vers Punta di l'Arinella (1 001 m), sommet « à cheval » sur Coggia et Renno.

Elle passe par les Pointe Calazzu (907 m), Capu di Radi (806 m), décline par la Bocca a Penta jusqu'au lit du ruisseau de Juane Rangu (affluent de la rivière de Sagone), remonte son cours puis celui du ruisseau d'Alinu, grimpe sur la crête de Tragunetu jusqu'à la Punta di Miglia (821 m), passe par la jonction des routes D70 et D156 et suivre cette dernière jusqu'au pont de Catena.
- À l'est, depuis le Pont de Catena, la démarcation suit le cours du ruisseau de Catena jusqu'à sa confluence avec le Liamone, descend le fleuve jusqu'à la confluence rive droite d'un petit ruisseau sans nom. Ce ruisseau sert de limite commune à Vico et à Coggia, jusqu'à la Punta di a Cuma (904 m) où il prend naissance. La démarcation devient quasi rectiligne jusqu'à la Punta di Maschio (804 m) d'où elle suit une nouvelle ligne de crête passant par la Punta di a Saltelle (852 m) et une borne à 920 mètres. Elle décline alors vers le pont de Travarce de la route D70, via Punta Tippone (451 m) et suivre le cours d'un ruisseau se jetant dans la rivière de Sagone. Enfin jusqu'à la mer, la route D70 sépare Vico de Coggia.
- Au sud, se trouve sa façade maritime qui démarre à l'embouchure du ruisseau de Bubia au nord et se termine à l'extrémité orientale de la plage de Sagone au sud.
- À l'ouest, de l'embouchure du ruisseau de Bubia, la séparation avec Cargèse est matérialisée par le ruisseau de Bubia, son cours jusqu'à la cascade à cheval sur Cargèse, Marignana et Vico. De la cascade, la démarcation suit une ligne de crête grimpant jusqu'à Capu di Calazzu.

### Hydrographie
Le réseau hydrographique communal est dense ; le principal cours d'eau est la rivière de Sagone qui se jette dans l'anse de Sagone. Le Liamone, qui longe le territoire communal au nord-est, reçoit les eaux de plusieurs ruisseaux, le principal étant le ruisseau de Catena, long de 7,2 km.
Les autres cours d'eau sont :
- Ruisseau de Bubia[2], autre nom ruisseau de Bisacciolu, long de 11,1 km, il prend source sur la commune de Vico. Son embouchure se situe dans le golfe de Sagone, au sud de la plage de Stagnoli ;
- Ruisseau de Manualaccia[3], long de 1,1 km, il prend source sur la commune de Vico. Son embouchure se situe dans le golfe de Sagone, au sud du hameau de Triu Funtanella ;
- Ruisseau de Vetrice[4], long de 1,5 km, il prend source sur la commune de Vico. Son embouchure se situe dans le golfe de Sagone, à Guardiola.

### Climat et végétation
Le territoire communal est couvert d'une végétation des plus luxuriantes. Toute la partie nord, entre le col Saint-Antoine et la Punta di a Cuma, comprenant la ville de Vico et le village de Chigliani, est presque entièrement boisée de chênes verts et d'un maquis aux hauts arbousiers et bruyères, souvent impénétrable. Les châtaigniers se trouvent aux abords des zones habitées et en bas des pentes de la crête de Tragunatu. La partie sud comporte un petit chaînon montagneux (avec les sommets Capu di Radi, Capu a a Cuma (904 m), Punta Tramuntaghia (668 m), Punta di Pigno (562 m), Capu a e Mure (487 m)) se terminant en mer à la Punta di Trio. Les flancs sont couverts majoritairement de bosquets de chênes verts et de maquis à l'ubac des vallons. Ailleurs, on retrouve les classiques maquis bas du littoral méditerranéen, composé des cistes et lentisques.

### Voies de communication et transport

#### Accès routiers
Même si la commune dispose d'un petit port de pêche et de petite plaisance sur la marine de Sagone, Vico n'est accessible que par la route.
Le bourg, construit à plus de 400 m d'altitude, constitue un important nœud routier dans le Vicolais :
- L'ex-RN 195 (actuelle D70) la relie au nord à Cristinacce par le col de Sevi (1 101 m), en direction de Corte et Bastia (via le col de Vergio) ou Calvi (via les cols de Palmarella et Marsolino), et à l'ouest à Sagone où elle fait jonction avec l'ex-RN 199 (actuelle D81) en direction d'Ajaccio;
- La D56 relie au sud-ouest, Vico à Coggia puis l'ex-RN 199 (actuelle D81) via Appricciani ;
- La D56a est une route qui se termine en cul-de-sac à Balogna ;
- La D156 en boucle avec la D70 à l'est, donne accès à Letia via Chigliani ;
- La D23 ouvre à l'est sur le Sorroinsu (Poggiolo, Soccia, Orto et Guagno) ;
- La D4 permet de gagner Murzo, Rosazia, Vero et la RN 193 ;
- La D1 fait pénétrer au sud dans la Cinarca (Sari-d'Orcino) via Arbori, puis passe versant Mezzana où elle rejoint la RN 193.

Sur le littoral, la D81 (route du bord de mer corse) traverse la commune, longeant la côte depuis Triu Funtanella en venant de Cargèse, jusqu'à l'est de la plage de Sagone en allant vers Ajaccio.
Depuis Cargèse démarre la petite et sinueuse route D181, longue d'une quinzaine de kilomètres, dite « Chemin de Paomia » jusqu'à son hameau de Rundulinu, puis pénètre dans la commune de Vico à San Baggiu et fait la jonction avec la D70, route reliant Sagone à Vico, un peu au nord du pont de Travarce.
La ville est distante, par route, de :
- 19 km de Guagno ;
- 20 km d'Évisa ;
- 23 km de Salice ;
- 30 km de Sari-d'Orcino ;
- 45 km de Piana ;
- 48 km de Serriera ;
- 50 km d'Ajaccio ;
- 53 km de Calacuccia ;
- 87 km de Corte ;
- 110 km de Propriano ;
- 115 km de Calvi ;
- 122 km de Sartène ;
- 122 km de L'Île-Rousse ;
- 130 km de Bastia ;
- 133 km d'Aléria ;
- 135 km de Saint-Florent ;
- 136 km de Cervione ;
- 167 km de Porto-Vecchio ;
- 170 km de Rogliano ;
- 172 km de Bonifacio.

#### Transports
Il n'existe pas de ligne de chemins de fer dans la région de Vico. La gare la plus proche se trouve à Sarrola-Carcopino sur la ligne de Bastia à Ajaccio et est distante d'environ 47 km.
Le port et l'aéroport les plus proches sont ceux d'Ajaccio.
Il existe trois artisans-taxis à Sagone ainsi que plusieurs bateaux pour des promenades en mer au départ du petit port de Sagone pour la visite de la Réserve naturelle de Scandola, de Girolata, et du golfe d'Ajaccio.

## Urbanisme

### Typologie
Au 1er janvier 2024, Vico est catégorisée commune rurale à habitat dispersé, selon la nouvelle grille communale de densité à sept niveaux définie par l'Insee en 2022.
Elle est située hors unité urbaine. Par ailleurs la commune fait partie de l'aire d'attraction d'Ajaccio, dont elle est une commune de la couronne,. Cette aire, qui regroupe 79 communes, est catégorisée dans les aires de 50 000 à moins de 200 000 habitants,.
La commune, bordée par la mer Méditerranée, est également une commune littorale au sens de la loi du 3 janvier 1986, dite loi littoral. Des dispositions spécifiques d’urbanisme s’y appliquent dès lors afin de préserver les espaces naturels, les sites, les paysages et l’équilibre écologique du littoral, tel le principe d'inconstructibilité, en dehors des espaces urbanisés, sur la bande littorale des 100 mètres, ou plus si le plan local d’urbanisme le prévoit.

### Occupation des sols
L'occupation des sols de la commune, telle qu'elle ressort de la base de données européenne d’occupation biophysique des sols Corine Land Cover (CLC), est marquée par l'importance des forêts et milieux semi-naturels (85,7 % en 2018), néanmoins en diminution par rapport à 1990 (91,3 %). La répartition détaillée en 2018 est la suivante : 
milieux à végétation arbustive et/ou herbacée (45,2 %), forêts (33,2 %), zones agricoles hétérogènes (8 %), espaces ouverts, sans ou avec peu de végétation (7,3 %), zones urbanisées (3,4 %), prairies (2,7 %), eaux maritimes (0,1 %). L'évolution de l’occupation des sols de la commune et de ses infrastructures peut être observée sur les différentes représentations cartographiques du territoire : la carte de Cassini (XVIIIe siècle), la carte d'état-major (1820-1866) et les cartes ou photos aériennes de l'IGN pour la période actuelle (1950 à aujourd'hui).

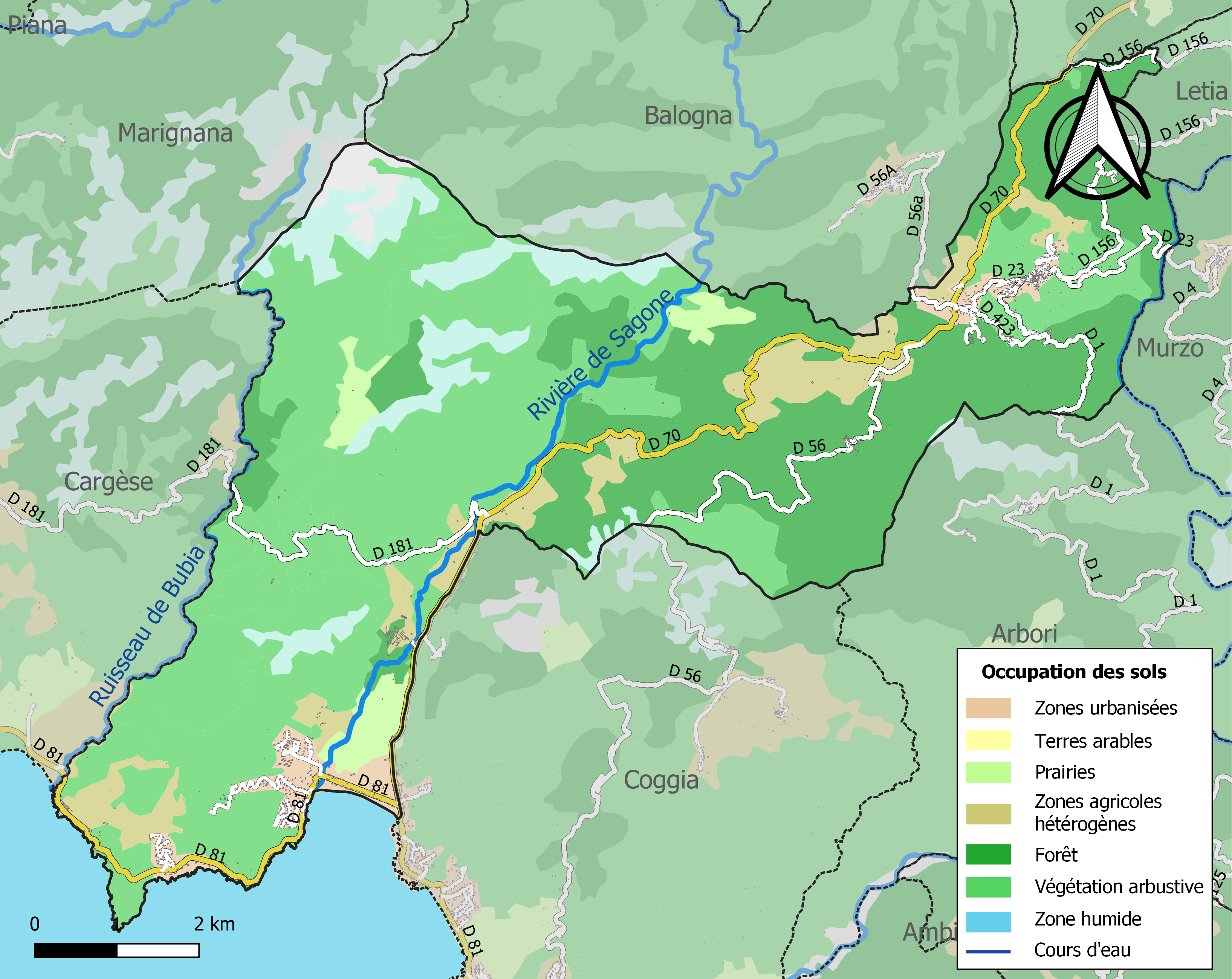
Carte des infrastructures et de l'occupation des sols de la commune en 2018 (CLC).

### Vico
Vico est un gros bourg médiéval situé dans un vallon, aux remarquables maisons en pierres de granite taillé, étagées sur les pentes boisées de la crête de Tragunatu dont le culmen est la pointe de Tragunatu 768 m. La petite ville s'étale dans un paysage montagnard dominé à l'est par les hautes crêtes du massif du Monte Rotondo (Cimatella, Punta alle Porte et Maniccia).
De 1569 à 1625, Vico fut un diocèse, la résidence des évêques de Sagone qui ont fui la côte trop souvent razziée par les Barbaresques. En 1625, l'évêque Sebastiano Albani trouve refuge dans la forteresse génoise de Calvi.
Le quartier de Pieve situé sur un coteau dominant la ville était, comme son nom l'indique, le centre de la piévanie de Vico. Pieve se trouve à environ 300 m au nord-est de l'église paroissiale Sainte-Marie.

### Chigliani
- Chiliani est un ancien village médiéval situé au nord de la commune, à 1,5 km (distance orthodromique) au nord-est de Vico, qui possède sa chapelle. Il est traversé par la route D 156.

### Appricciani
Appricciani (ou Apricciani,), est un ancien village autrefois nommé Apretiano. Il est localisé au sud-ouest de Vico, bâti à 456 m d'altitude. Il possède une chapelle et un cimetière. Appricciani est desservi par la route D56 qui au nord fait jonction avec la D 70 à la fontaine d'Acquatella, et au sud avec la D 81, en arrière de la plage de San Giuseppe (Coggia).

### Nesa
Hameau situé à environ 700 m au sud de Vico, était aussi une ancienne communauté médiévale. Nexa est cité comme lieu habité vers 1520. S'y trouve une chapelle attenante au petit cimetière.
À environ 500 m à l'est, se dresse le couvent de Saint-François relié à Nesa par la route D423.

### Sagone

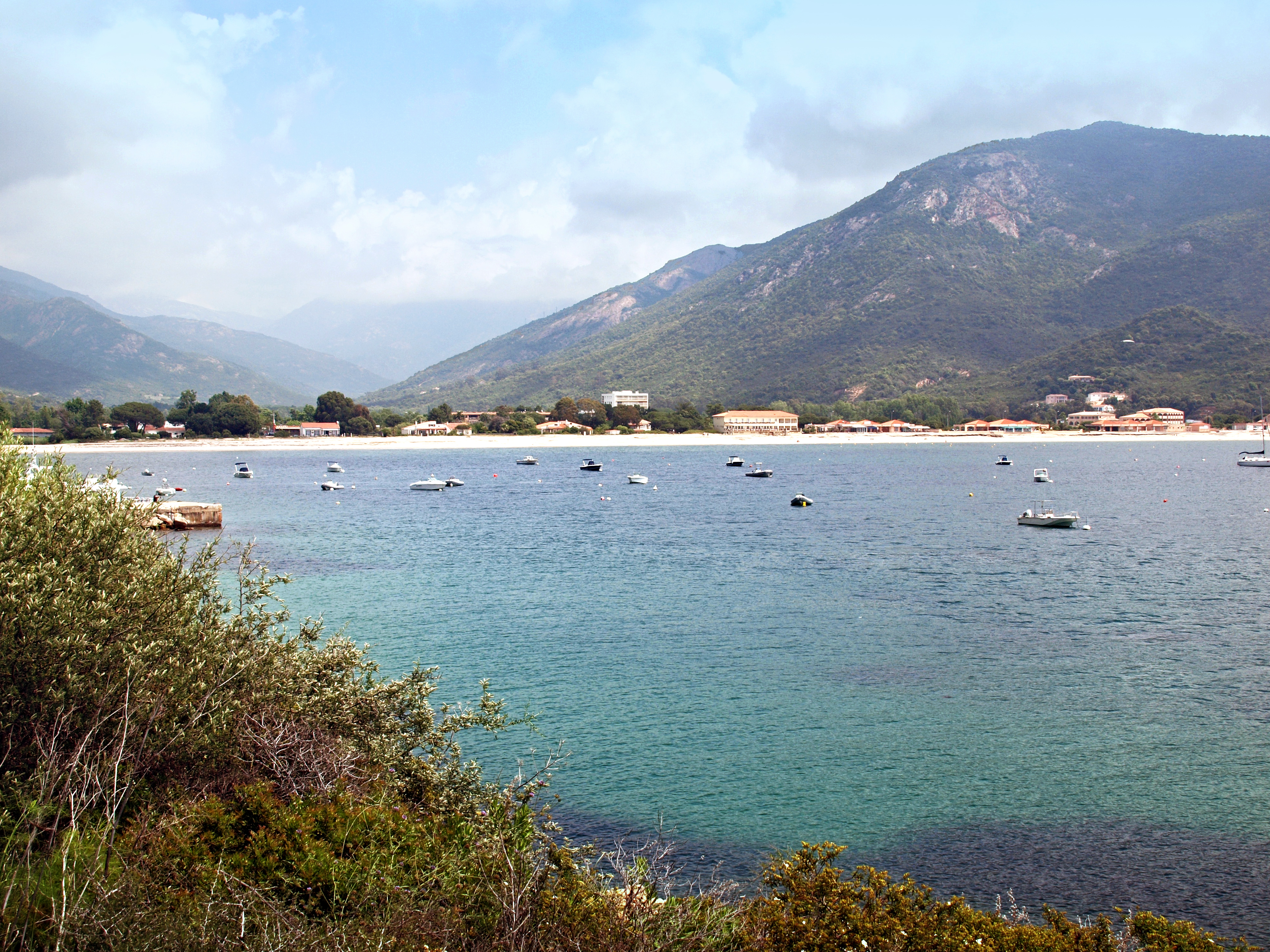
Le front de mer et la plage de Sagone.

Sagone (Saone) est une station balnéaire. Elle a été autrefois une cité importante de Corse. Durant des siècles Sagone a été le siège de l'évêché du même nom, l'un des six diocèses de l'île. Le diocèse de Sagone avait été créé au VIIIe siècle à la suite du transfert de l’évêché de Tanata. Le diocèse est transféré à Calvi du XVIe siècle à 1790. Ravagée plusieurs fois par les Barbaresques, Sagone a été désertée par l'évêque qui est parti se réfugier à Vico (de 1569 à 1625) avant de gagner la forteresse génoise de Calvi. S'y trouvent encore les vestiges de l'ancienne cathédrale Sant'Appiano et une chapelle.
Située sur la façade maritime de la commune de Vico, au fond du golfe et à l'embouchure de la rivière qui porte son nom, Sagone dispose d'un cadre naturel aujourd'hui très apprécié. Petit port dominé par la remarquable tour de Sagone et belle et longue plage de sable fin sont ses principaux atouts, des attraits importants pour le tourisme. Aussi, le site se développe rapidement sur le front de mer avec de nouvelles constructions d'habitations et de commerces. Une annexe de la mairie y est installée. S'y trouve une chapelle.

## Toponymie
Le nom peut provenir du latin vicus "petite agglomération", comme pour les communes Vic (homonymie) ou Vicq.
Le nom corse de la commune est Vicu (/ˈbiːɡu/). Ses habitants sont les Viculesi (ou encore Viculacci).

## Histoire

### Antiquité
Saone (Sagone) était une villae importante au début de notre ère. À côté de l'ancienne cathédrale romane Sant'Appianu, les ruines d'une basilique paléochrétienne ont été trouvées. Elles ont été datées du Ve siècle. La basilique était vouée à saint Appien, saint catholique originaire du diocèse de Sagone et dont le culte en Corse fut importé par les évêques carthaginois fuyant les invasions vandales.

### Moyen Âge
Le Vicolais était sous la domination des seigneurs Cinarchesi. Refusant la suzeraineté génoise, Giovan Paolo di Leca les combattit mais fut défait.
Pour remercier les habitants qui l'avaient soutenu dans sa lutte, Giovan Paolo di Leca aurait fondé en 1481 le couvent Saint-François (San Francescu) de Vico.

### Temps modernes

#### La Corse sous domination génoise
- 1512 - La banque de Saint Georges fait désertifier toute la piève de Vico dont la population avait soutenu leur seigneur Giovan Paolo di Leca.
- 1520 - La pieve de Vico comptait environ 3 000 habitants. Elle avait pour lieux habités : Vico, Nexa, la Pieve, Chiliani, Balogna, Apretiano, Ravana, la Cerasa, la Vidullachia, Coia, Arbori, Murzo, Lethia, Renno, Sorno, Lunca, Guallagno, Porto, lo Pochiolo, Sochia. À cette époque, la piève de Sorroingiu est considérée comme devant être rattachée à celle de Vico[14].

Dès le XVIe siècle, le littoral de l'île est maintes fois razzié par les Barbaresques, alliés des Français. Durant près de 3 siècles, les Barbaresques ravagent les côtes, pillant, détruisant, tuant et enlevant des gens pour en faire des esclaves.

Gênes impose la construction de tours littorales aux frais des pièves et communautés. De nombreuses tours de guet et de défense sont construites sur tout le littoral, dont celle de Sagone.
- 1660 - La province de Vico est créée par démembrement de celle d'Ajaccio[15].

Au début du XVIIIe siècle, Vico où résidait le lieutenant-gouverneur envoyé par la république de Gênes, a donné son nom à la fois à la province et à la piève. La province était composée de six pievi, rattachées au diocèse de Sagone : Vico, Sorunzù, Sevinentro, Cruzini, Sia-salogna et Capella di Coggia, soit une population d'environ 4 000 habitants. Toutes ces pièves, à l'exception de celle de Vico, étaient quasi détruites.
« La Pieve di Vico, il di cui Scalo al mare è Sagone, contiene 35 paesi distinti in 26 podestarie, ed è Gouernata da un Luogotenente, che risiede in Vico, e da il nome tanto alla Pieve, che à tutta la Provincia. Li suoi Principali Villaggi sono 17, cioè Vico, Alberi, Poggio, Pieve, Nessa, Ghigliaci, Albrecciani, Balogna, Cerasa, Chimiglia, Renno, Murzo, Porta, Carcheto, Letia, Piano, e Carogno, con tutto 1650 abitanti. - Francesco Maria Accinelli »

#### Vico durant la Grande révolte des Corses (1729-1769)
- 1729 - Au début de cette période, l'île était gouvernée par Felice Pinelli, résidant à Bastia
- 1730 - Le 4 mars, Pinelli apprend que Vico est occupé par les gens du Niolo qui se sont emparés de 200 fusils dans la maison du lieutenant. Des actions militaires contre les Génois sont entreprises par les Corses dans plusieurs pievi, sans coordination. Les gens du Vicolais dévastent les terres des Grecs de Paomia. Les Génois ripostent par de brèves actions ; ils incendient Vico. Le 1er août, les gens de Vico assiègent Paomia mais en sont repoussés par ses habitants grecs. Le 15 août, éclatent de nouveaux incidents entre les deux communautés.
- 1731 - Les révoltés s'organisent. Les généraux de la Nation Giafferi et Ceccaldi travaillent à l'unification du mouvement insurrectionnel. Ils ordonnent à la Balagne et à Vico de s'unir au mouvement général et de participer à la prochaine consulte. Prêtres et moines prêchent la rébellion.
  - 31 janvier, Andria Ceccaldi rédige une circulaire au clergé de Balagne et de Vico, lui demandant que des offices soient célébrés pour le bonheur de la patrie.
  - 12 mars, Ghjanfrancescu Lusinchi, général pour le « Delà-des-Monts », agissant en accord avec Giafferi et Ceccaldi, assiège Sartène[Note 4] qui capitule une semaine après.
  - 15 avril, la province de Vico assiste à la consulte à Zigliara, des pievi du Delà, en vue de l'organisation du territoire. Elle se donne pour chef le chanoine Ilario dit « chanoine Guagnu », du chapitre de Vico.
  - 16 mai, les députés chanoine Ilario de Vico et piévan Aitelli de Rostino, sont reçus par les commissaires à Bastia à qui ils demandent une suspension des hostilités jusqu'à fin mai qui leur est refusée.
  - 20 mai, les Corses demandent à Mgr Giustiniani, évêque de Sagone réfugié à Calvi, de revenir dans son diocèse.
  - Début juin, après l'échec de la mission d'Aitelli et Ilario, les généraux commandent la guerre totale contre les présides. Le Cavru, le Celavu, la Cinarca et Vico, conduits par le piuvanu Paganelli, encerclent Aiacciu.
- 1734 - Mars, mouvements concertés des troupes génoises pour débloquer Corte : Ghjacumu Santu Petriconi, à la tête de 300 hommes, des Grecs pour la plupart, s'embarque à Ajaccio pour Sagone ; il doit se rendre à Corte par le Niolo ; dans la nuit du 29 au 30 mars, Castineta l'attaque à Camputile (Niolo) et l'oblige à se replier sur Vico. Le 10 septembre, Lucca Ornano, est nommé responsable du « Delà-des-Monts » après l'assassinat de Lusinchi.
- 1738 - Fin juin, Théodore de Neuhoff se rend à Corte où il est reçu par Gaffori. Gnaziu Arrighi, soupçonné par Costa d'intelligence avec l'ennemi pour avoir quitté le camp devant Bastia, veut s'opposer à son entrée dans la ville. Sa maison et celles de ses clients sont incendiées et lui-même doit se réfugier à Vico et Renno.
  - 24 septembre, Frédéric de Neuhoff, neveu du Roi, sur une pinque, avec 4 barques siciliennes, se dirige vers Ajaccio et Sagone pour tenter de soulever la Corse occidentale.
  - 10 octobre, les embarcations de Frédéric sont arraisonnées dans le golfe de Sagone et conduites à Calvi et Bastia. Leurs occupants qui avaient débarqué, avaient été accueillis à Vico et Guagno.
  - 25 décembre, Lucca Ornano, lieutenant-général commandant le Delà, envoie un avertissement aux gens de Vico et Cinarca qui veulent rendre les armes.
  - 29 décembre, le curé de Guagno ordonne aux populations de la province de Vico de se rendre, en armes, au couvent de Mezana (Sarrola-Carcopino). Les absents seront déclarés rebelles à la Nation et au Roi Théodore.
- 1739 - Début janvier, a lieu une consulte à Santa Maria d'Ornanu. Les populations de la Rocca, du Talavu, Istria, Ornanu, Cavru, Celavu, Vico et Cinarca, jurent fidélité à Théodore.

Le marquis de Maillebois succède au comte de Boissieux décédé à Bastia. Parti d'Antibes avec 13 régiments et 16 bataillons de troupe, 2 compagnies de hussards et une de canonniers à bord de 75 navires, il débarque à Bastia. Divisée en plusieurs corps, cette armée attaque les rebelles qu'il soumet dans le « deçà des Monts ». Dans le « delà des Monts », le marquis de Marbeuf reçoit la soumission des pievi de Vico et de Cinarca.
- 1741-7 février, mémoire de la Cour de France remis au marquis Lomellini : le roi consent à laisser six bataillons en Corse à condition d'occuper Ajacciu, Calvi, les tours de Girolata, Sagone, Porto et le village de Piana. Gênes n'accepte pas de confier des places fortes aux Français qui se retirent de la Corse. Le 6 septembre, les dernières troupes françaises quittent Calvi pour Antibes.
  - 17 février, Mgr Pier Maria Giustiniani, évêque de Sagone, grand défenseur de la République, est transféré à Vintimille.
  - 14 mai, Paulu Maria Mariotti, de la Vulpaiola, est nommé à l'évêché de Sagone ainsi que Romualdu Massei, de Bastia, à celui du Nebbio. Ces nominations d'évêques corses étaient inconnues depuis des siècles.
- 1744 - Juin, entrée en scène du comte Dumenicu Rivarola, ancien consul d'Espagne à Bastia, qui jusque-là habitait Livourne où il recrutait des Corses pour l'armée espagnole.
- 1748-6 janvier, Anton Dumenicu Guagno, au nom du comte Rivarola, ordonne à la province de Vico de s'armer pour aller attaquer Ajaccio.
- 1749-15 et 16 février, ignorant totalement le commissaire génois, Cursay réunit à Aiaccio les commissaires des pieve du Delà pour décider de l'administration de la justice, de la réparation des routes et de la perception de l'impôt. Des troupes françaises sont installées à Sartène, Istria, Ornanu, Bocognano et Vico.
- 1751-20 septembre, Ghjiseppu Maria Massoni, de Calenzana, est nommé évêque de Sagone. Il est sacré à Rome le 26.
- 1753 – février, nouveau départ des Français qui quittent l'île.
  - 21 et 22 février, les Pères du Commun du Celavo, da la Cinarca et de Vico, assemblés à Sari-d'Orcino, jurent fidélité à la République.
  - 25 novembre, consulte à Bastelica où le Celavu et le Vico décident de se réunir aux pièves d'Istria, Ornano et Talavo assemblées le 19 et qui avaient décidé d'assurer la continuité du gouvernement dans le Delà-des-Monts.
- 1759 – 18 octobre, la République interdit aux évêques d'Ajaccio, Aléria et Sagone d'exécuter ou de publier, sans son consentement préalable, les ordres de leur métropolitain, Mgr de Angelis, évêque de Segni, venant pour une visite apostolique en Corse.
- 1763-21 avril, la tour de Sagone qui était utilisée par les Génois pour protéger le transport des bois d'Aitone, est attaquée par les Corses. L'entreprise échoue mais sera couronnée de succès quelques jours après. Le 30 septembre, arrive Pascal Paoli à Vico où il séjournera quelques jours.
- 1764 – mars, des jeunes gens de Vico s'emparent de la tour d'Omigna, la seule restée aux mains des Génois entre Calvi et Ajaccio.

#### La Corse sous administration française
- 1768 - L'île passe sous administration militaire française. Vico prend le nom de piève de Sorro in Gio’.
- 1789 - La Corse appartient au royaume de France. Survient la Révolution française qui supprime les juridictions royales. La Constituante divise la France en 83 départements. La pieve de Sorro in Gio’ devient le canton de Vico.
- 1790 - Le département de Corse est créé avec Bastia pour préfecture.
- 1791 - Corte devient chef-lieu du département ; le siège de l’évêché est fixé à Ajaccio.
- 1793 - An II. la Convention divise l'île en deux départements : le Golo (actuelle Haute-Corse) et le Liamone (actuelle Corse-du-Sud) sont créés. La commune qui porte le nom de Vico, devient le chef-lieu du canton de Vico et du district de Vico, dans le département du Liamone.
- 1801 - Sous le Consulat[Note 5], au Bulletin des Lois, la commune de Vico reste le chef-lieu du canton de Vico et de l'arrondissement de Vico, dans le département du Liamone.
- 1811 - Les départements du Golo et du Liamone sont fusionnés pour former le département de Corse[17]. L'arrondissement de Vico est intégré à celui d'Ajaccio et Vico perd son statut de sous-préfecture.
- 1839 : Prosper Mérimée, alors employé par le centre des monuments nationaux, découvre un menhir mégalithique de 2 mètres de haut qui ressemble à ceux de Filitosa, désormais connu sous le nom de statue d'Appricciani.
- 1852 - Vico absorbe les territoires de l'ancienne commune d'Appricciani.

##### La bataille de Sagone
Au début du XVIIIe siècle, la Corse vit sous la menace permanence des Anglais installés en Sardaigne. Ceux-ci multiplient les incursions contre les convois ravitaillant l’île, et contre les bateaux chargés de bois qui en partent, afin d’empêcher la construction navale française.
Le 1er mai 1811 à six heures du matin, en l’absence de vent, trois navires de la flotte anglaise (2 frégates et un brick) sous le commandement du capitaine Barrie, attaquent à la rame deux frégates françaises, la « Girafe » et la « Nourrice », ainsi qu'un navire marchand armé, amarrés au fond de la baie de Sagone. Ces navires étaient chargés de bois de la forêt d'Aïtone et prêts à appareiller pour l'arsenal de Toulon.
Dotés d'une puissance de feu supérieure aux vingt-six canons de la « Girafe », des vingt-huit de la « Nourrice » et des batteries sur la côte (artillerie installée sur la plate-forme supérieure de la tour et batterie construite au pied de celle-ci), les navires ouvrent le feu à six heures et demie. L'artillerie anglaise vient à bout des Français moins de deux heures après.
Les deux frégates françaises sont en feu ; les Anglais se retirent. Par la suite, le chargement et l’armement de la « Nourrice » seront récupérés. L'épave de la « Girafe » gît toujours au fond du golfe de Sagone. La Nourrice repose par 9 mètres sous une épaisse couche de sable et a fait l'objet de fouilles archéologiques en 2011, 2012.
La tour n'a pas souffert de cette attaque.

### Époque contemporaine
- 1954 - Le canton de Vico est composé des communes d'Arbori, Balogna, Coggia, Letia, Murzo, Renno et Vico.
- 1973 - Vico devient le chef-lieu du canton des Deux-Sorru nouvellement créé par la fusion des anciens cantons de Vico et de Sorroinsu (Sorru Insù’).

## Politique et administration

### Liste des maires
| Période                                  | Période  | Identité                   | Étiquette | Qualité |
| ---------------------------------------- | -------- | -------------------------- | --------- | --- |
| Les données manquantes sont à compléter. |          |                            |           | |
| mars 2001                                | En cours | François Dominique Colonna | DVD       | Assureur, conseiller général puis départemental Président de la Communauté de Communes Condamné à un an de prison pour favoritisme. |

## Population et société

### Démographie
L'évolution du nombre d'habitants est connue à travers les recensements de la population effectués dans la commune depuis 1800. Pour les communes de moins de 10 000 habitants, une enquête de recensement portant sur toute la population est réalisée tous les cinq ans, les populations de référence des années intermédiaires étant quant à elles estimées par interpolation ou extrapolation. Pour la commune, le premier recensement exhaustif entrant dans le cadre du nouveau dispositif a été réalisé en 2006.

En 2022, la commune comptait 1 007 habitants, en évolution de +9,81 % par rapport à 2016 (Corse-du-Sud : +7,61 %, France hors Mayotte : +2,11 %).
| 1800 | 1806  | 1821  | 1831  | 1836  | 1841  | 1846  | 1851  | 1856  |
| ---- | ----- | ----- | ----- | ----- | ----- | ----- | ----- | ----- |
| 983  | 1 060 | 1 246 | 1 364 | 1 409 | 1 210 | 1 564 | 1 704 | 2 024 |

| 1861  | 1866  | 1872  | 1876  | 1881  | 1886  | 1891  | 1896  | 1901  |
| ----- | ----- | ----- | ----- | ----- | ----- | ----- | ----- | ----- |
| 2 031 | 2 091 | 1 971 | 2 012 | 1 991 | 1 858 | 1 968 | 1 973 | 1 690 |

| 1906  | 1911  | 1921  | 1926  | 1931  | 1936  | 1946  | 1954  | 1962 |
| ----- | ----- | ----- | ----- | ----- | ----- | ----- | ----- | ---- |
| 1 559 | 1 746 | 1 451 | 1 548 | 1 591 | 1 618 | 1 582 | 1 519 | 999  |

| 1968  | 1975  | 1982  | 1990 | 1999 | 2006 | 2011 | 2016 | 2021 |
| ----- | ----- | ----- | ---- | ---- | ---- | ---- | ---- | ---- |
| 1 186 | 1 484 | 1 312 | 921  | 898  | 916  | 850  | 917  | 968  |

| 2022  | - | - | - | - | - | - | - | - |
| ----- | - | - | - | - | - | - | - | - |
| 1 007 | - | - | - | - | - | - | - | - |

Vico a compté jusqu'à 2 091 habitants en 1866. La commune comptait encore 1 519 habitants en 1954, avant de chuter brutalement à 999 habitants en 1962.

### Enseignement
Il existe deux écoles élémentaires publiques, à Sagone et à Vico où se trouve également le collège nationalisé Camille-Borossi. Les lycées les plus proches sont situés à Ajaccio.

### Santé
Trois médecins indépendants sont installés sur la commune : un à Vico et les deux autres à Sagone, où l'on trouve plusieurs pharmacies.
Infirmiers, masseurs kinésithérapeutes, un centre médico-psychologique et centre d'accueil thérapeutique à temps partiel, un hôpital de jour se trouvent également sur la commune. Le centre hospitalier régional le plus proche se situe à Ajaccio.

### Culte
Il existe deux lieux de culte, catholiques, à Vico : l'église paroissiale Saint-Clément qui relève du diocèse d'Ajaccio et la chapelle du couvent Saint-François de Vico, au hameau de Nesa.

## Culture locale et patrimoine

### Lieux et monuments
- Monument aux morts

#### Ancienne cathédrale de Sagone ou cathédrale Saint-Appien
L'ancienne cathédrale romane Saint-Appien de Sagone ou Sant' Appiano avait été construite au XIIe siècle, exactement au-dessus d'un édifice paléochrétien. Elle se situe au bord de la côte, légèrement en retrait au nord-ouest de la plage de Sagone. Dévastée par les Barbaresques au XVIe siècle, il n'en reste que des vestiges. À remarquer le menhir utilisé dans l'appareillage des murs d'un angle à la base de l'édifice.
Son plan simple semble constitué d'une nef unique. Comme dans la grande majorité, la nef est orientée sur un axe est/ouest, l'abside à l'est vers Rome.
Une partie au moins des reliques de saint Appien devait être conservée dans l'église de Sagone. Au XIIe siècle, pour être mises à l'abri des invasions sarrasines, le roi lombard Liutprand ordonna qu'elles soient transportées à Pavie dans la basilique San Pietro in Ciel d'Oro.
La cathédrale a été la résidence de 36 évêques de Sagone de 601 à 1569, date à laquelle Girolamo Leoni, l'évêque en titre, a fui la cathédrale Sant' Appiano pour s'établir à Vico, en raison de la menace barbaresque.
Elle est inscrite au titre des Monuments historiques.
Le site de Sant'Appianu de Sagone a fait l'objet de recherches archéologiques initiées en 1963, avec un nouveau programme en 2007. Depuis 2009, une cinquantaine de squelettes datés du XIe siècle ont été mis au jour. L’équipe de recherche est dirigée par Daniel Istria responsable scientifique.

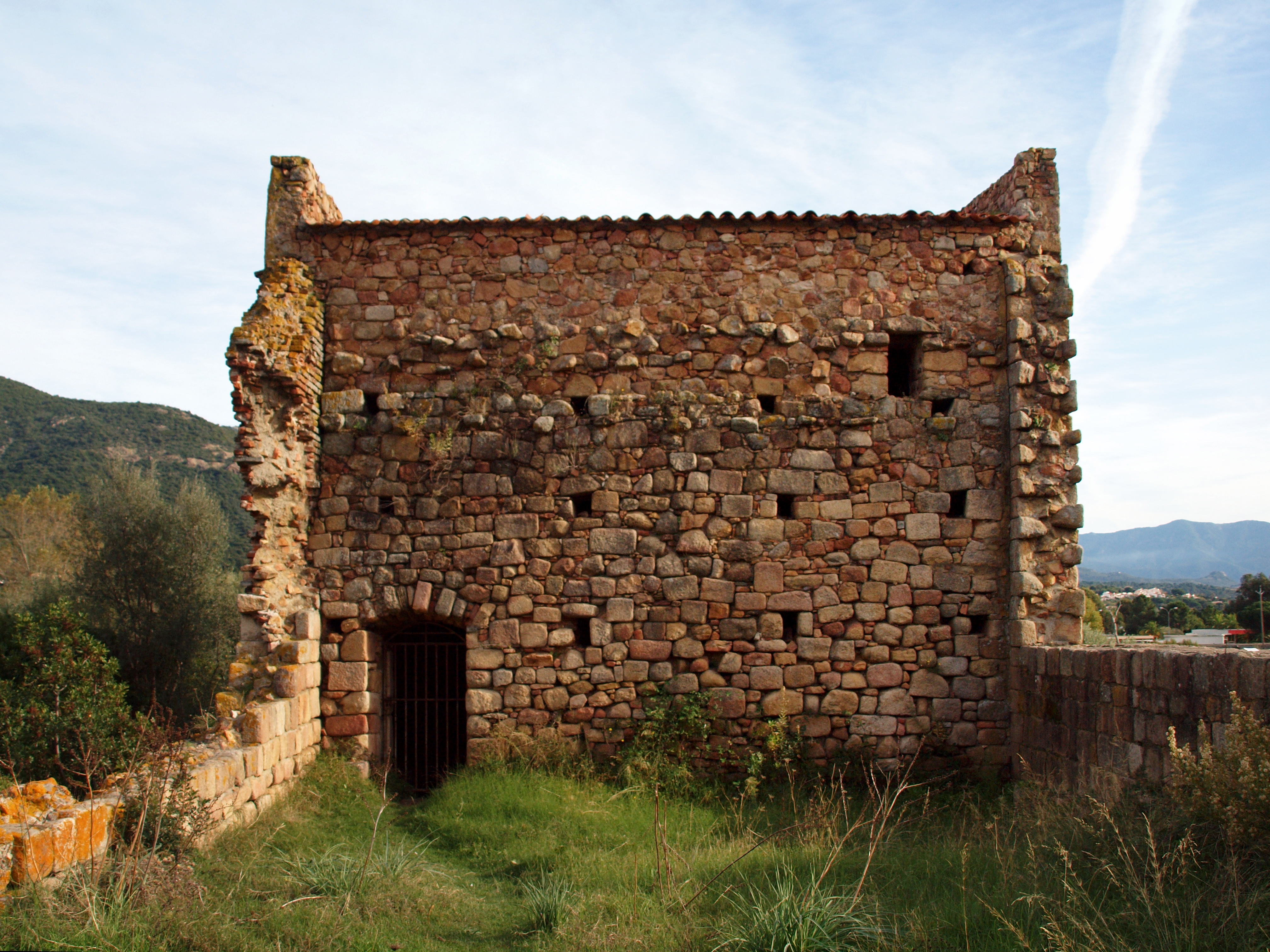
Vue occidentale de l'ancienne cathédrale Sant' Appiano.
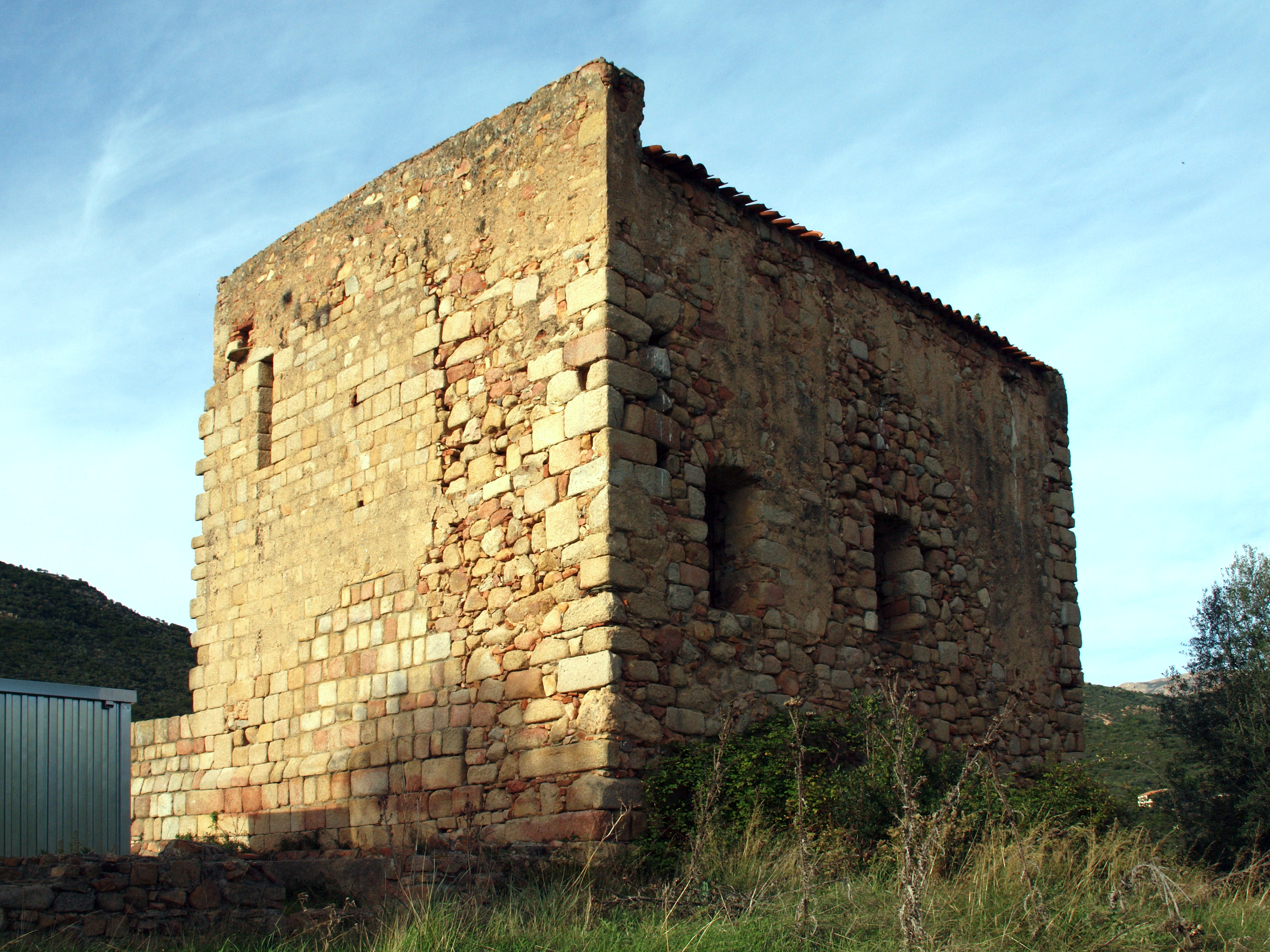
Façades sud et est.
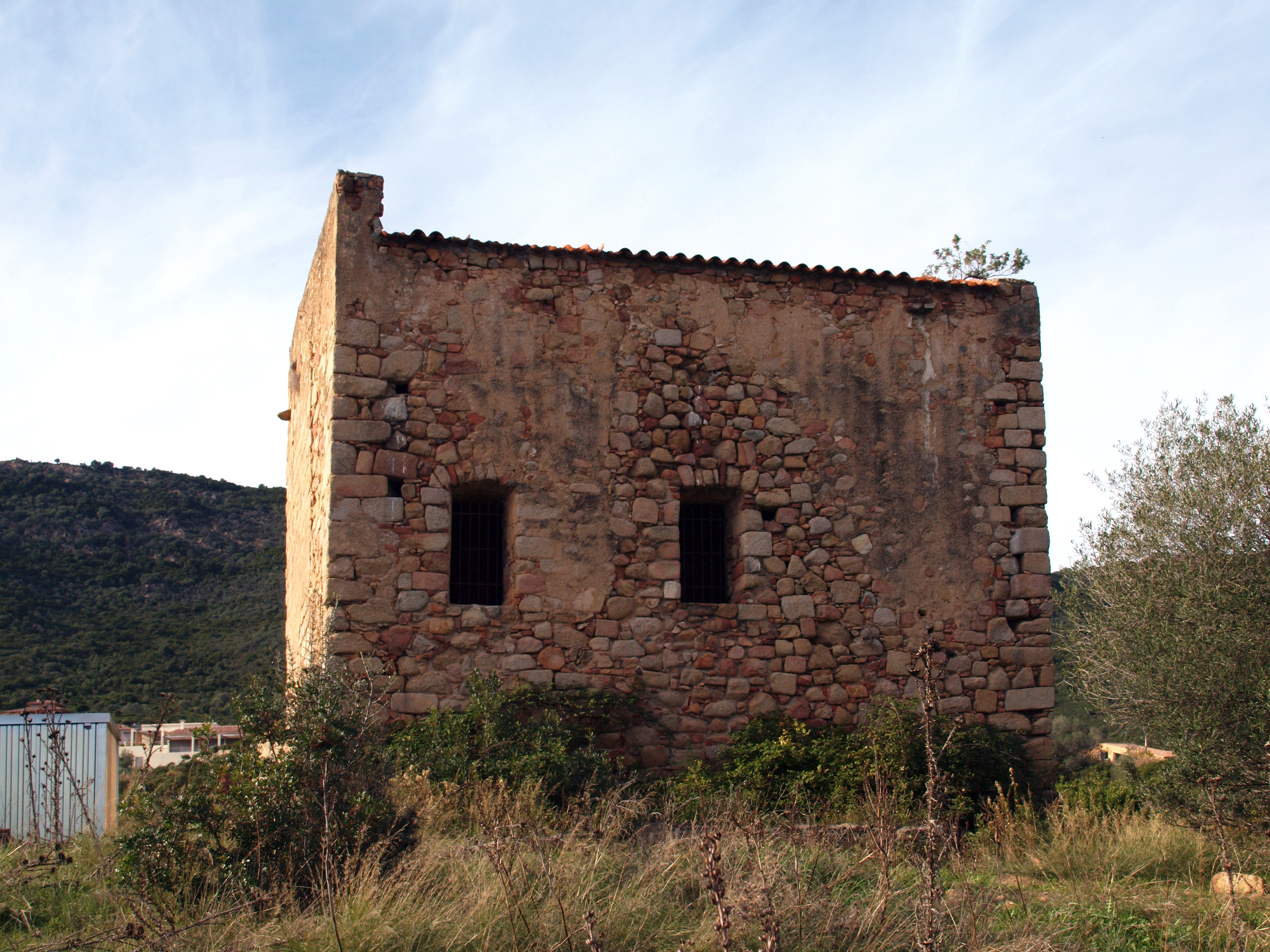
Façade orientale.
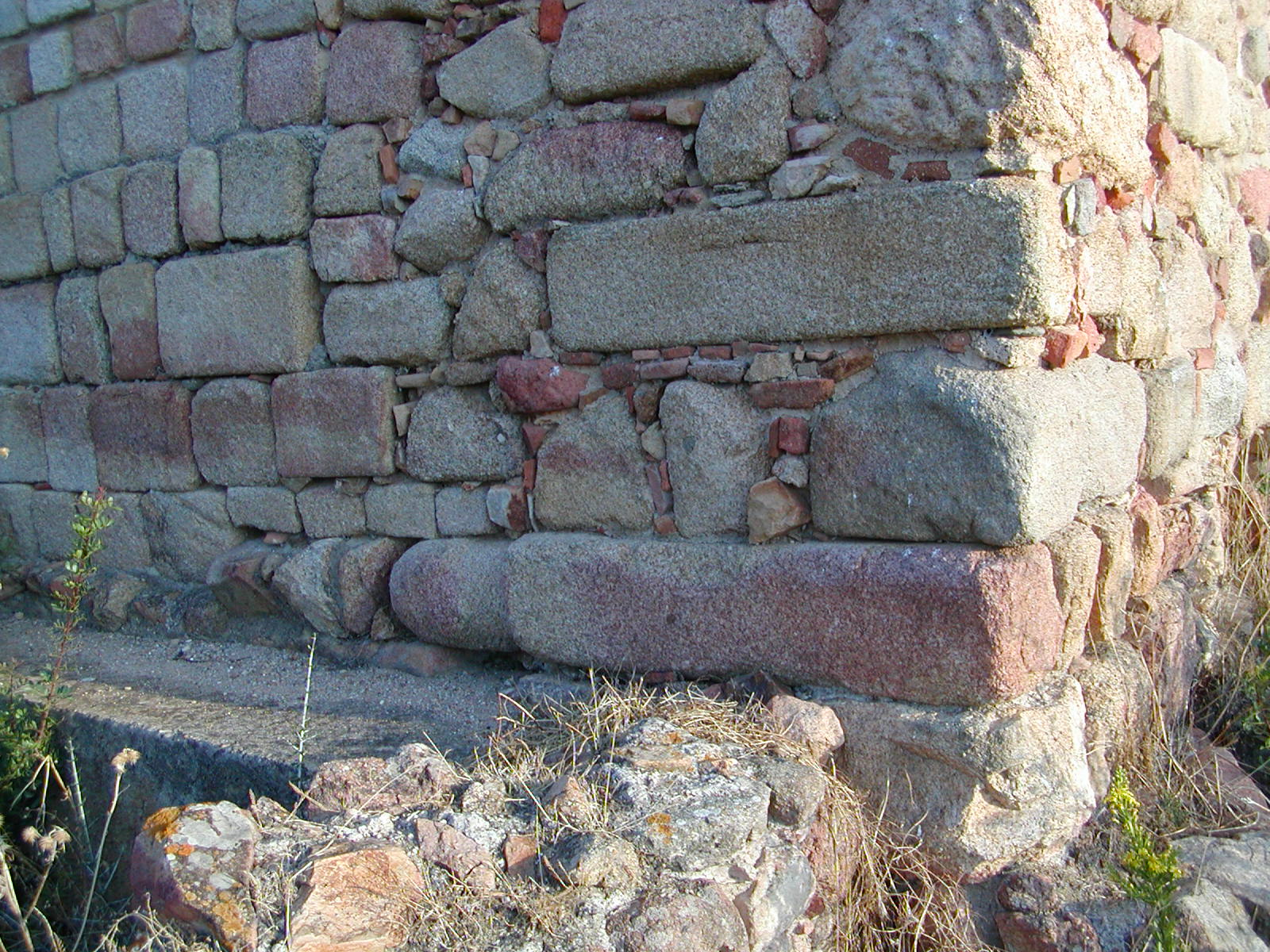
Menhir à la base de l'édifice.
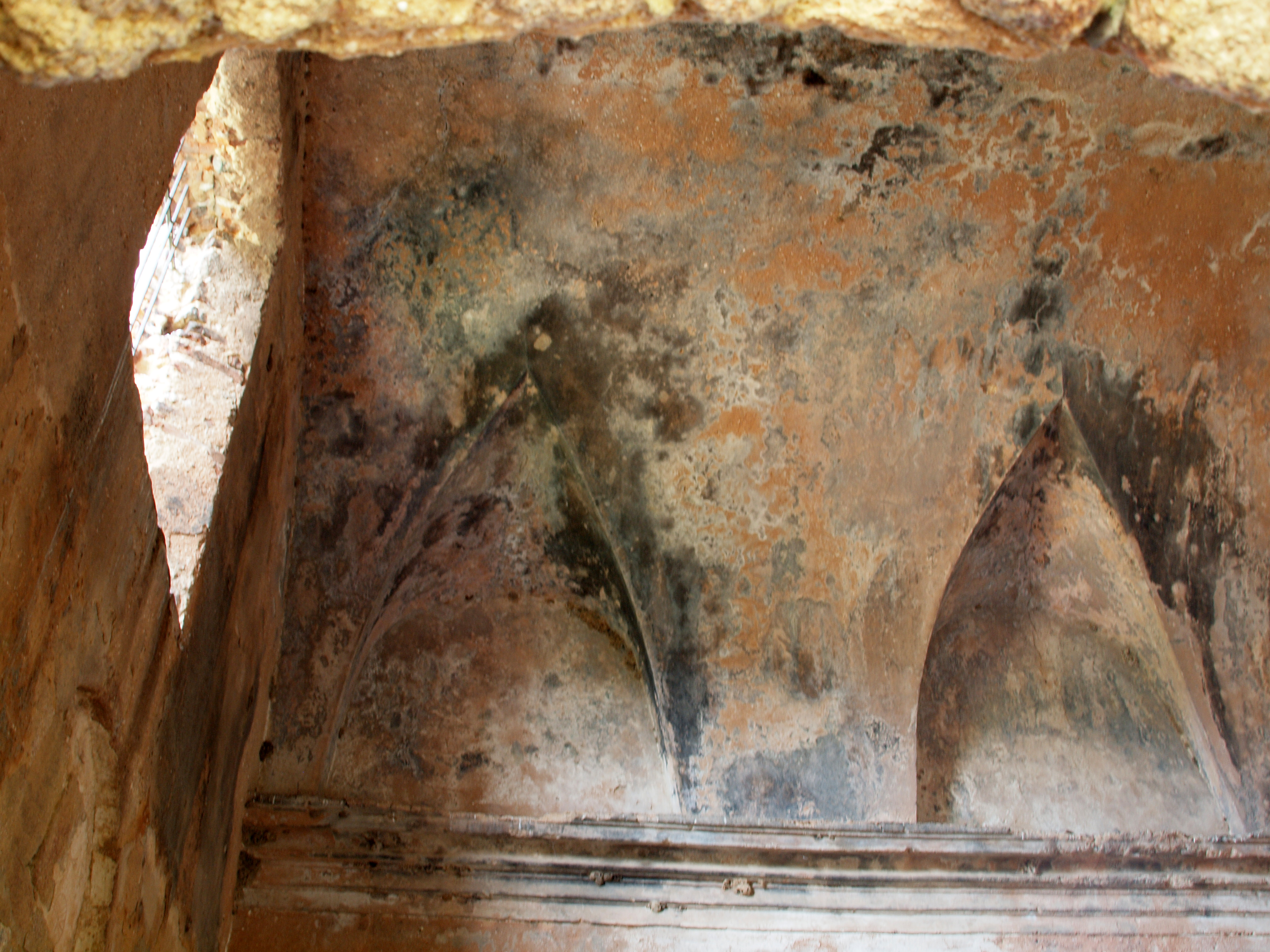
Partie de voûte.
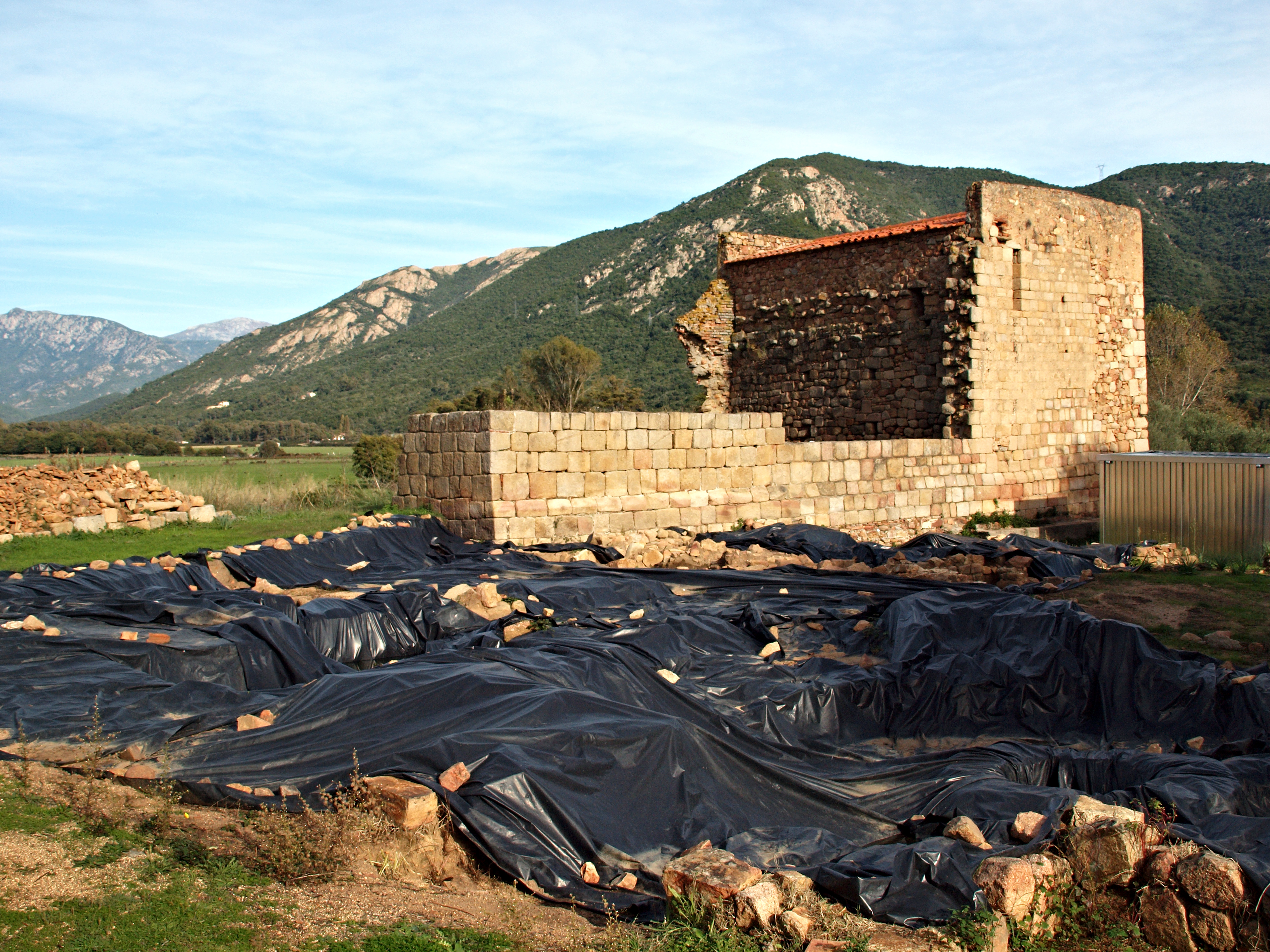
Site archéologique Sant' Appiano de Sagone.

#### Couvent Saint François

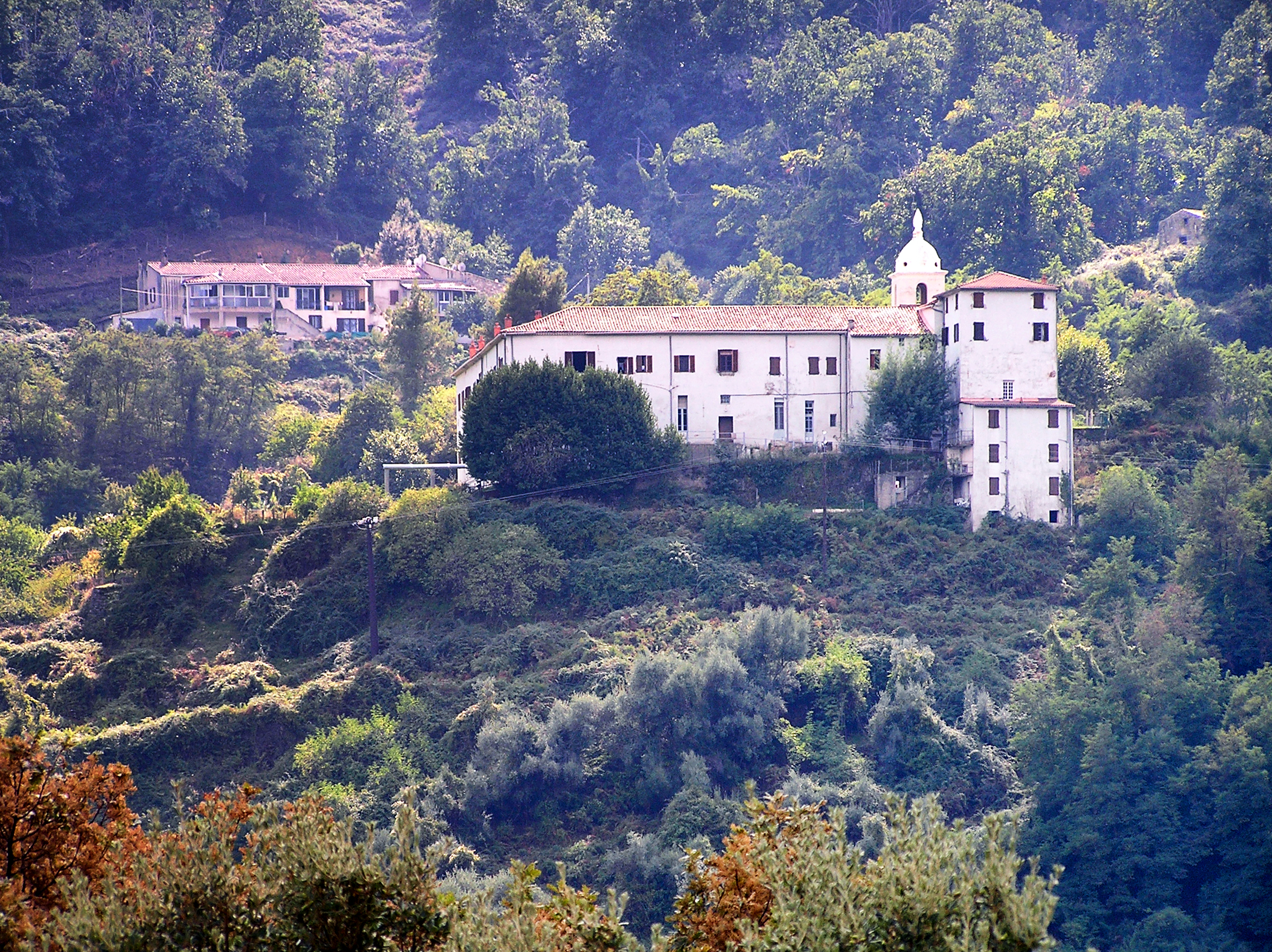
Vue du couvent Saint-François.

Le couvent Saint-François se situe au hameau de Nesa. Il a été fondé en 1451 par les Franciscains. Il comporte quatre cloîtres. Les moines sont expulsés à la Révolution. En 1836, il est investi par la congrégation missionnaire des Oblats de Marie-Immaculée fondée en Provence par Eugène de Mazenod vingt ans plus tôt. Expulsés par les lois anticléricales du début du XXe siècle, les pères reviennent en 1936. Ils assurent désormais le service de nombreuses paroisses à l'alentour devenues sans pasteur.
Ouvert au public, le couvent se prête à de nombreuses animations spirituelles et culturelles. Le couvent organise régulièrement des festivals, rencontres, animations, mais aussi les soirées annuelles « soupe et couscous ».

#### Église Saint-François
L'église conventuelle Saint-François se situe à Nesa. Elle recèle quatre œuvres classées au titre des Monuments historiques, propriété de la fondation de Mazenod :
- statue Christ en croix, dit Franciscone, sculpture d'un mètre de haut limite XVe et XVIe siècles[28] ;
- chape (ornement blanc), tissu brodé du XVIIIe siècle[29] ;
- meuble de sacristie de 1664[30] ;
- tabernacle de 1698[31].

#### Église paroissiale Sainte-Marie
L'église paroissiale se situe au nord-est de la ville de Vico.
Elle recèle 15 tableaux, tous propriété de la commune et classés au titre des Monuments historiques :
- tableau, cadre Monseigneur François Citadella. Originaire de Vico, il fut évêque de la cathédrale du Nebbio de 1773 à 1775, avant d'être évêque de Mariana de 1775 à 1782[32] ;
- tableau Christ portant sa croix entre les deux larrons portant la leur, chemin de croix sur toile du XVIIIe siècle[33] ;
- tableau saint Jérôme du XVIIe siècle[34] ;
- tableau saint Jérôme du XVIIe siècle[35] ;
- tableau la Sainte Famille du XVIIe siècle[36] ;
- tableau Ecce Homo du XVIIe siècle[37] ;
- tableau Baptême du Christ du XVIIe siècle[38] ;
- tableau Annonciation du XVIIe siècle[39] ;
- tableau, cadre le pape Grégoire XIII, identifié Ugo Buoncompagni, non daté[40] ;
- tableau la Pentecôte d'après le peintre Charles Le Brun, supposé du XVIIe siècle[41] ;
- tableau saint François en prière (saint François d'Assise) du XVIIe siècle[42] ;
- tableau saint Jean-Baptiste précurseur ou la prédication de saint Jean-Baptiste du XVIIe siècle[43] ;
- tableau la Vierge entre saint François d'Assise et sainte Claire du XVIIIe siècle[44] ;
- tableau naissance de saint Jean-Baptiste du XVIIe siècle[45] ;
- tableau Sainte Famille ou la présentation de l'Enfant Jésus au vieillard Siméon du XVIIe siècle[46].

#### Autres patrimoines religieux
- Église Saint-Pierre-et-Saint-Paul de Nesa
- Chapelle de Chigliani, située à l'entrée sud du village
- Chapelle de Nesa, située au cœur du hameau
- Chapelle d'Appricciani, située au cœur du village
- Chapelle de Sagone, à l'extrémité sud-est de la commune
- Chapelle sur la route du col de Saint-Antoine, proche du rond-point jonction des routes D70 et D423

#### Tour de Sagone

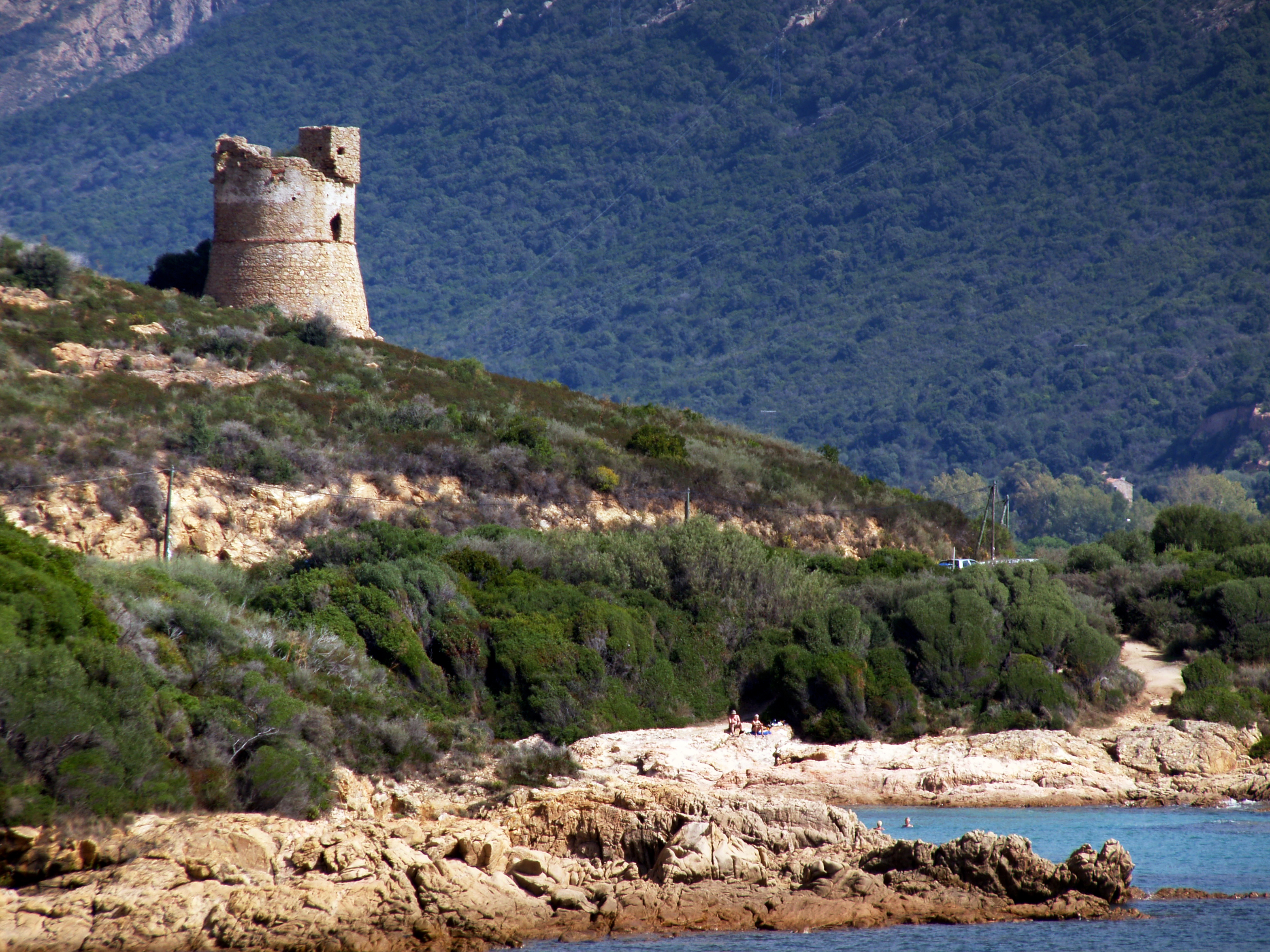
Tour de Sagone.

La tour génoise de Sagone a été construite au début du XVIIe siècle, à la même époque que les tours d'Omigna, Orchino, Cargèse et Capo Rosso. Cette tour de guet littorale est située à l'ouest de l'anse ou baie de Sagone. Elle est en bon état de conservation.
Le 21 avril 1763, la tour de Sagone qui domine Scala di Savona (port de Sagone), gardée par les Génois pour protéger le transport des bois de la forêt d'Aitone, est attaquée par les Corses. Après un premier échec, leur entreprise est couronnée de succès quelques jours après.
Le 1er mai 1811, une escadre anglaise attaque les trois navires français embossés au fond de la baie de Sagone. De l'artillerie est installée sur la plate-forme supérieure de la tour et une batterie construite à son pied. Après moins de deux heures de combat, les salves anglaises ont raison de la résistance française. La tour n'a pas subi de dégâts lors de cette bataille.
La tour de Sagone est inscrite au titre des Monuments historiques.

#### Statue-menhir d'Appricciani

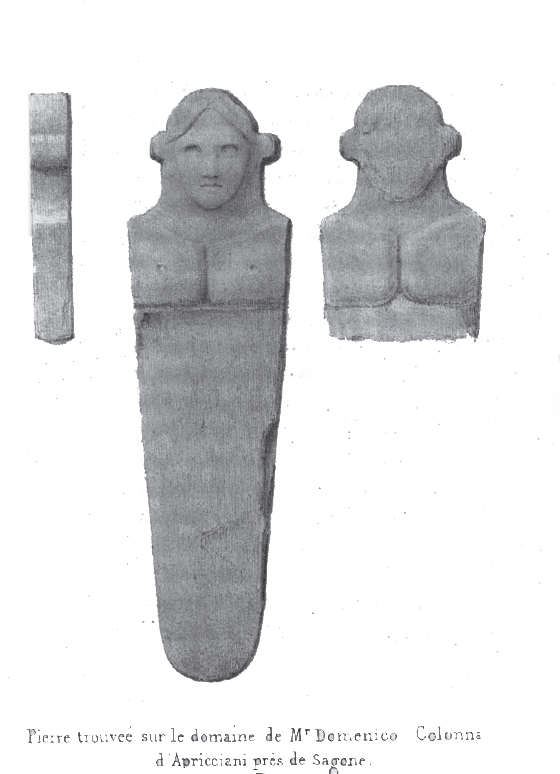
Stantara d'Appricciani.

La statue-menhir nommée Figure antique d'Appricciani, est datée de l'Age du Bronze. Elle a été trouvée sur le domaine de monsieur Dominico Colonna, à Appricciani, près de Sagone. Cette statue avait été reconnue à tort par Prosper Mérimée et Henri Aucapitaine comme « un couvercle de sarcophage phénicien ».
La statue est classée Monument historique.

### Patrimoine culturel
- Monument commémoratif de monseigneur Casanelli d'Istria, ancien évêque d'Ajaccio. Il a été érigé en 1887 sur décision du conseil municipal de Vico en date de novembre 1886. Situé de nos jours place Casanelli d'Istria, il est repris à l'Inventaire général du patrimoine culturel[50].
- Monument aux morts

### Patrimoine naturel

#### Conservatoire de l'Espace littoral
Le Conservatoire de l'Espace Littoral a acquis un terrain de 20 ha repris sous la fiche TRIU (FR1100067).

#### ZNIEFF
Vico est concernée par trois ZNIEFF de 2e génération :
Châtaigneraie chênaie de Renno-Vico
La zone s'étend sur 2 773 ha de six communes de moyenne montagne dans la région de Vico. La végétation, typique des conditions climatiques relativement tempérées et humides, est dominée par les châtaigneraies à l'abandon jusqu'à 1 100 m d'altitude maximum, et plus bas par le chêne vert.
Gorges du Liamone en amont du pont de Truggia
La zone s'étend sur 2 460 ha de cinq communes de moyenne montagne, entre 40 m à 1 196 m d'altitude. C'est une zone granitique montagneuse qui culmine à 1 196 m, entrecoupée par les méandres du fleuve Liamone, formant trois massifs distincts : Canapaje et Calcatoghiu au nord, Castaldu au centre et Castellucciu au sud. Le site rupestre est très vaste, faiblement fréquenté par les touristes, mais offre de remarquables points de vue. Les différentes falaises forment une sorte de cirque à l’est du village de Muna.
Boisements de la plaine de Sagone et terrasses sableuses
Vico et Balogna sont concernées par cette ZNIEFF qui s'étend sur 342 ha. La zone longe le cours de la rivière de Sagone à partir de son embouchure jusqu’à 10 km en remontant son cours au nord/est. Elle correspond à une vaste plaine alluviale, offrant un ensemble d'intérêts faunistiques et écologiques très important.

### Personnalités liées à la commune
- Jean André Moltedo (1751-1829), homme politique né et décédé à Vico, député de la Corse à la Convention.
- Jean-François Arrighi, né à Vico en 1918 et mort à Rome en 1998, évêque de l'église catholique
- Pascal Arrighi, né à Vico en 1921 et mort à Toulon en 2004, résistant et homme politique, frère du premier
- Citadella, né à Vico, fut évêque de Nebbio de 1773 à 1775, avant d'être évêque de Mariana de 1775 à 1782
- Xavier Toussaint Raphaël Casanelli, né à Vico en 1769 et mort à Vico en 1869, fut évêque d'Ajaccio de 1773 à 1775
- Jean Zévaco, né à Vico en 1925 et mort à Madagascar en juillet 2017, fut évêque de Tôlagnaro à Madagascar
- Marie-Dominique Culioli, né en 1955, fille du pharmacien de Vico, nièce d'Achille Peretti (maire de Neuilly-sur-Seine de 1947 à 1983), première épouse de Nicolas Sarkozy du 23 septembre 1982 à 1996 et mère de Pierre et Jean Sarkozy[55]
- Xavier Musca, né en 1960, haut fonctionnaire, secrétaire général de la présidence de la République française du 27 février 2011 au 15 mai 2012 (il succède à Claude Guéant)
- Pierre Alessandri (né à Vico, 1898). Agrégé de l’université, écrivain. Auteur de l'ouvrage François Vicolese, roman corse.
- Don Francisco Vico, gouverneur de la Sardaigne.
- Antoine Multedo, député à la Convention.
- Bonaventure Colonna de Leca, conseiller du roi du Dahomey.
- Joseph-Marie Multedo, poète.
- Cécile de Multedo (1887-1974), femme de lettres
- Pascal Fieschi (1908-1990), écrivain, essayiste et poète.
- Matteu et Petru Rocca, écrivains, fondateurs de « A Muvra ».
- Antoine Mattei (1832-1894), dit le commandant Mattei, né le 9 novembre 1832 à Vico, est un officier, et explorateur français au Bas-Niger en Afrique de l'Ouest au XIXe siècle.
- Dominique Mamberti, cardinal de l’Église catholique.
- Louis Doazan, né à Lourdes, il arrive en Corse en 1951. Il est nommé professeur de sciences naturelles au petit séminaire d’Ajaccio, curé de La Porta d’Ampugnani. De 1973 à 1978 il est déchargé provisoirement de son ministère et le musée national des Arts et Traditions populaires lui confie une étude approfondie sur le pastoralisme. À l'âge de la retraite il se retire au couvent Saint-François de Vico (auquel il consacra une publication en 2001), où il décède le 23 mai 2018.

### Héraldique, logotype et devise
| Blason de Vico | Blason  | D'or au tourteau d'azur chargé d'une épée haute du champ sommée d'une balance du même, au chef soudé d'argent chargé d'une tête de Maure accostée de deux monts de sable. |
| Blason de Vico | Détails | Le statut officiel du blason reste à déterminer. |